# 진주 의기사
진주 의기사(晋州 義妓祠)는 대한민국 경상남도 진주시 본성동에 있는, 논개의 영정과 위패를 모신 사당이다. 촉석루 입구에서 뒷쪽으로, 정면에서 오른쪽에 위치하고 있다.
1983년 7월 20일 경상남도 문화재자료 제7호 의기사로 지정되었다가, 2018년 12월 20일 현재의 명칭으로 변경되었다.

## 개요
의기사는 조선조 선조 26년(1593) 6월 29일, 임진왜란 제2차 진주성 전투에서 진주성이 함락되고, 7만 민관군이 순절하자, 나라의 원수를 갚기 위해 왜장을 끌어안고 순국한 의기 논개를 제향하기 위해 세운 사당이다.
인조 7년(1629) 진주의 선비들은 논개가 순국한 바위에 의암(義巖)이라는 글자를 전각하였고, 경종 2년(1722)에는 그 위쪽에 「의암사적비」를 세웠다. 영조 16년(1740) 병사 남덕하(南德夏：1688∼1742)는 의기정포(義妓旌褒)를 계청하여 왕의 윤허를 받아 의기사를 창건하였고, 이후 세 차례의 중수와 중건이 있었다. 지금의 건물은 1956년 의기창렬회에서 시민의 성금으로 재건하였다.

## 헌시

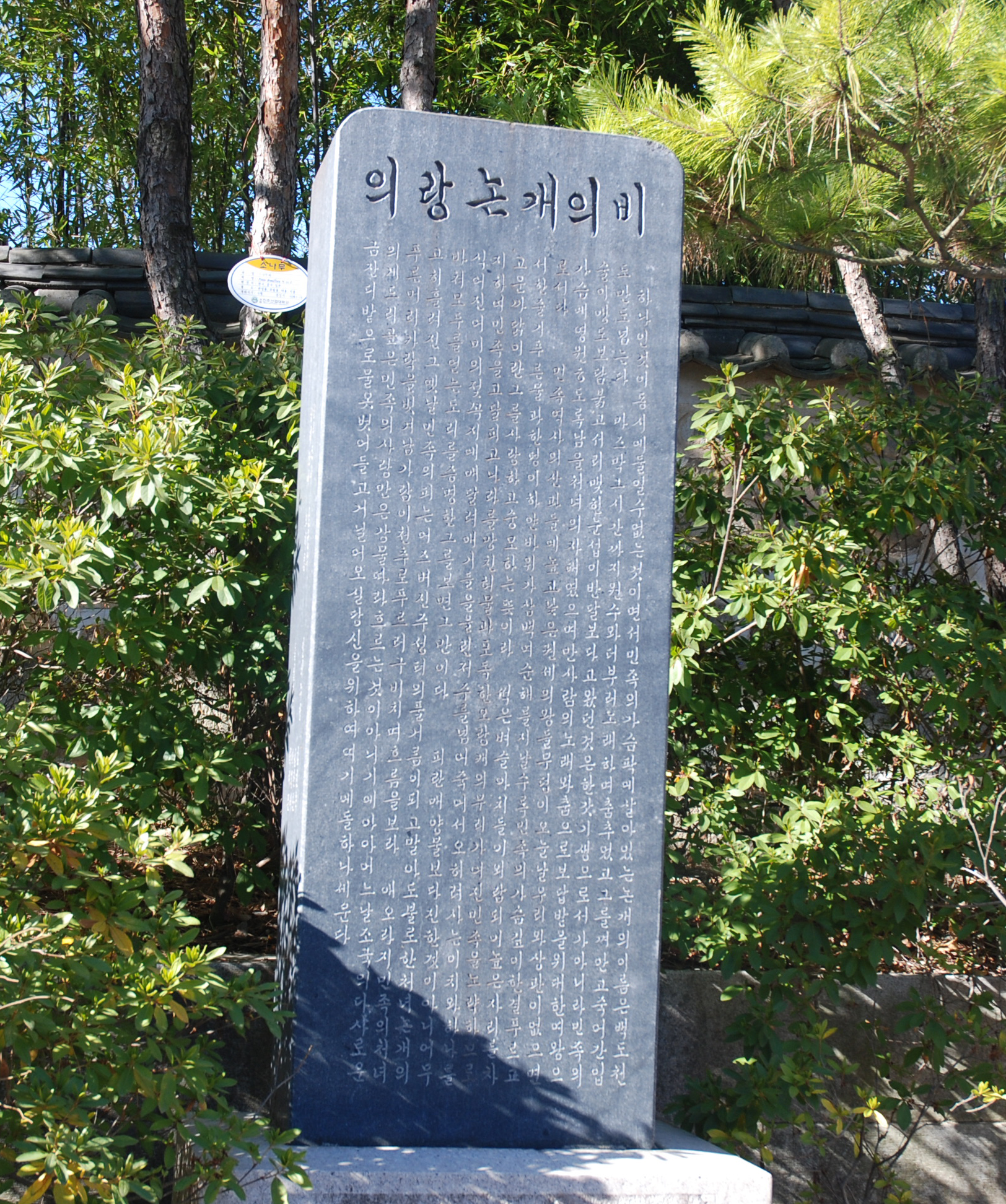
설창수 시인이 지은 의랑논개의 비

정면 의기사라는 간판 좌측에 일제 때의 명기 산홍(山紅)의 시가 걸려 있다. 황현의 매천야록에서 산홍의 이야기가 소개되고 있는데 을사오적으로 악명이 높았던 친일파 이지용이 천금을 가기고 와서 첩이 되어 줄 것을 요청하자 산홍은 “비록 첩이 천한 기생이긴 하지만 사람의 구실을 하고 있는데 어찌 역적의 첩이 되겠습니까?”라며 꾸짖은 의기높은 기생이었다. 정면 우측으로는 정약용의 《의기사기》와 《의기사중건기》 시 1수가 판각되어 걸려 있다.
의기사 입구에 논개의 충절을 찬양한 〈의랑 논개의 비〉는 개천예술제의 창시자이자, 아직도 생존해 있는 지방 향토 시인 설창수가 1954년 글을 짓고, 오제봉이 글을 썼다. 또한 진주성 입구에는 변영로의 《논개시비》가 서 있다.

## 영정
1960년 의기사가 중건된 이후 김은호가 그린 논개 영정이 봉안되어 왔지만, 복식과 머리모양 등을 고증하여 본 결과 당대와 맞지 않아 많은 논란을 불러 일으켰다. 이에 진주시와 장수군이 전국 현상공모와 과학적인 고증을 통해, 2008년 2월 4일 문화체육관광부로부터 국가표준영정 제79호로 지정된 영정을 2008년 5월 23일 교체하여 봉안하였다.
영정 작업에는 충남대학교 윤여환 교수가 참여를 했으며, 비단 바탕에 가로 110 cm, 세로 180cm의 크기로 작업을 했다. 의기사에 있는 것은 복사본이며, 정본은 국립진주박물관에 소장되어 있다. 10개의 손가락에 10개의 가락지를 낀 모습이 인상적이다.

## 갤러리

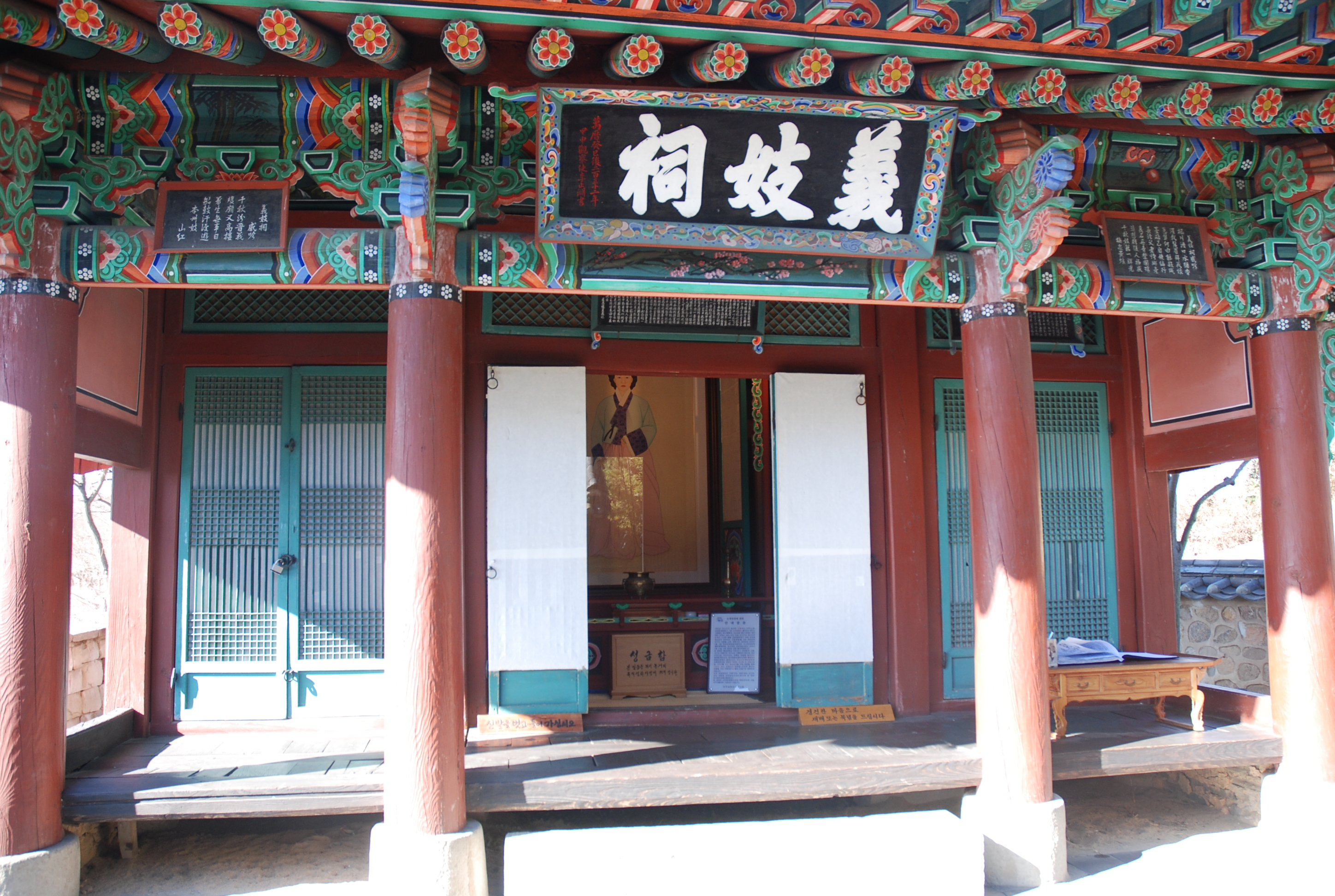
의기사의 내부
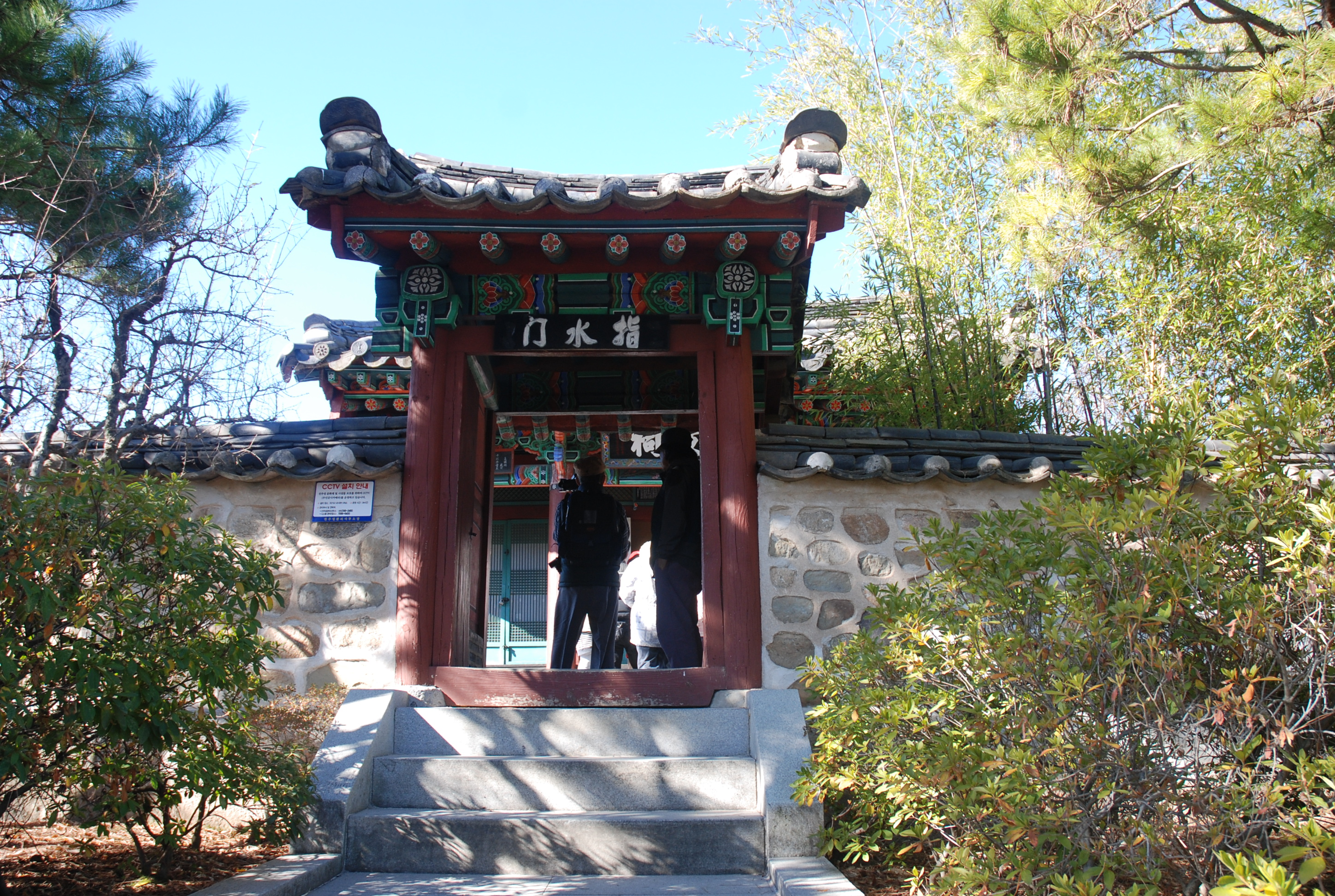
정문인 지수문
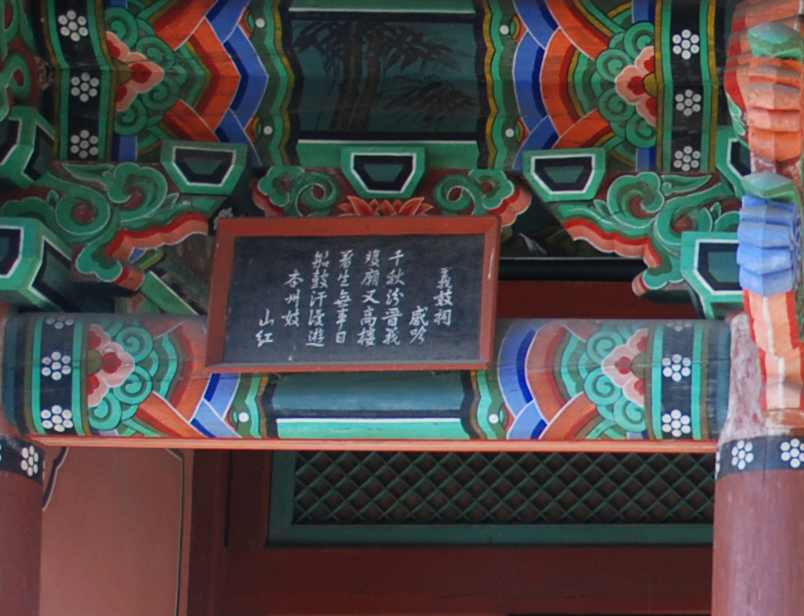
산홍의 시문
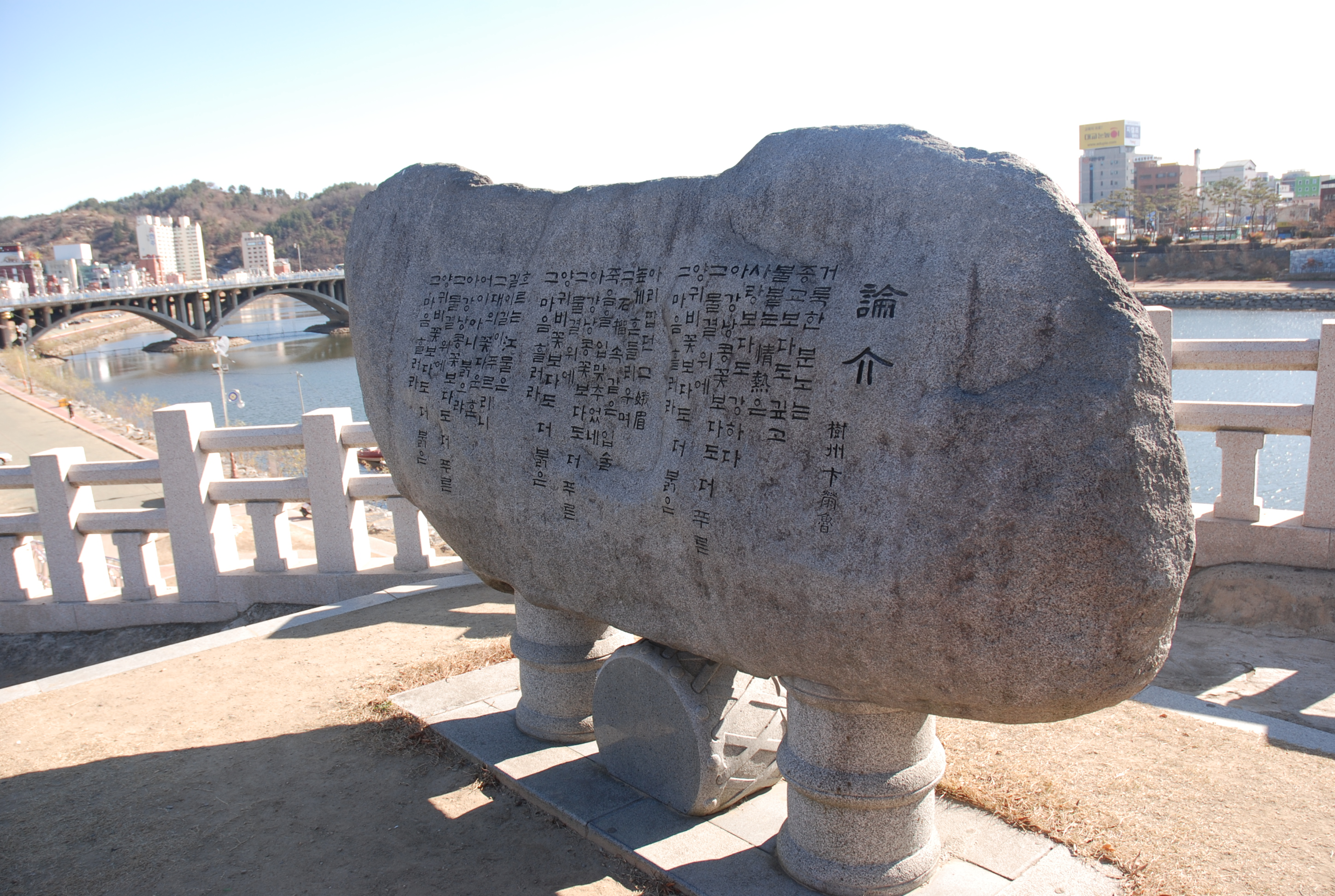
변영로의 시비

## 같이 보기
- 논개
- 진주 촉석루
- 진주논개제

## 참고 자료
- 진주 의기사 - 국가유산청 국가유산포털